# Strip
Pour les articles homonymes, voir Strip (homonymie).
En finance, un strip est une obligation zéro-coupon, certificat de flux financier issu du démembrement d'une autre obligation. Ce terme est un acronyme d'origine américaine Separate Trading of Registered Interest and Principal of Securities (STRIPS)
Il existe deux sortes de strips :
- les certificats de coupon;
- les certificats de principal.

Le démembrement est l'opération administrative qui découpe une obligation en autant de valeurs mobilières différentes que l'obligation présente de types de flux.
Le démembrement des emprunts d'État a été introduit :
- en 1982 aux États-Unis par le Trésor américain,
- en 1991 en Europe par le Trésor français.